# Calcio florentin
Cet article possède un paronyme, voir Calcio.
 (mars 2010).
Si vous disposez d'ouvrages ou d'articles de référence ou si vous connaissez des sites web de qualité traitant du thème abordé ici, merci de compléter l'article en donnant les références utiles à sa vérifiabilité et en les liant à la section « Notes et références ».

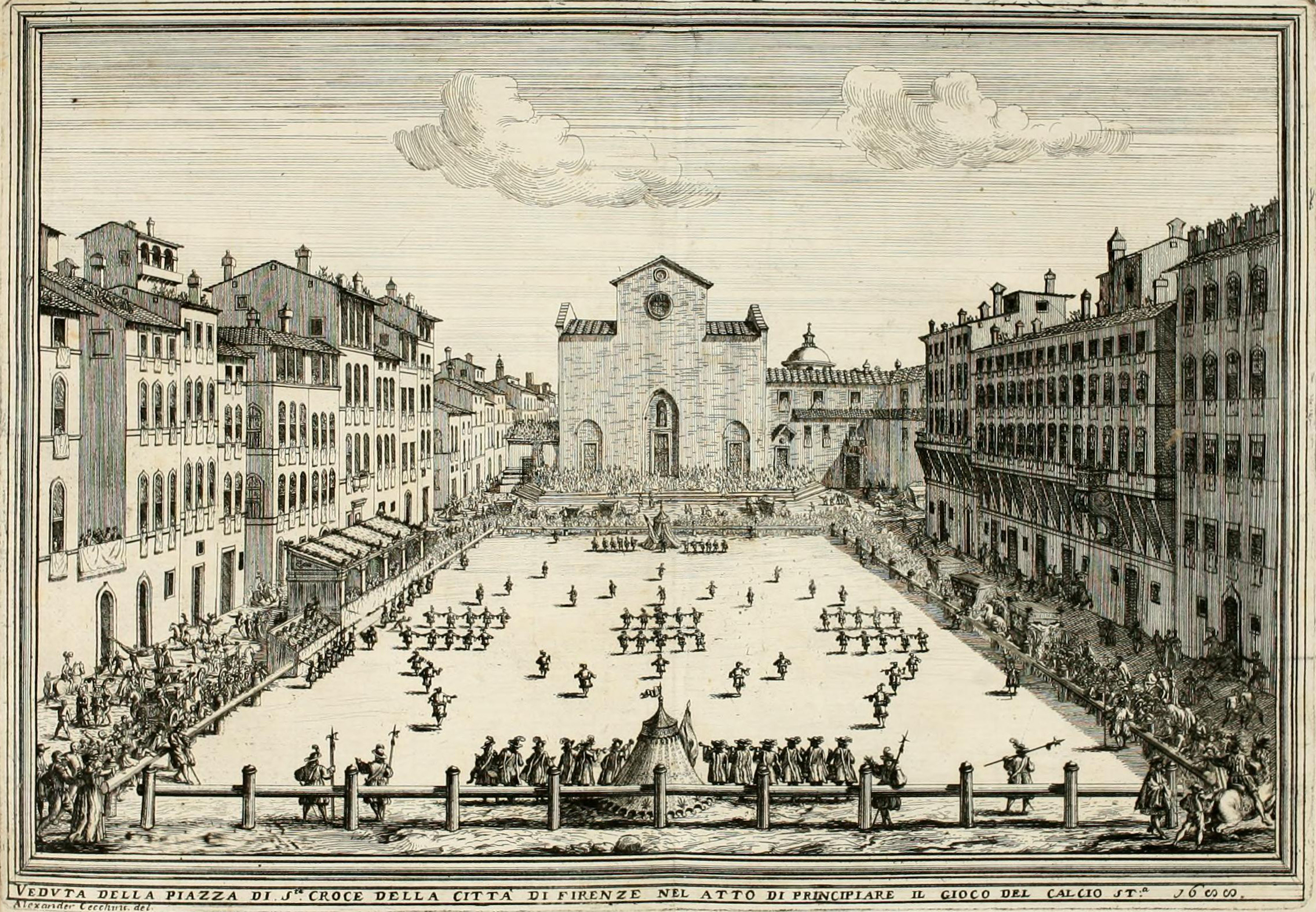
Un match de calcio florentin joué en 1688 sur la piazza Santa Croce.

Le calcio florentin (appelé calcio in costume, calcio in livrea ou calcio storico fiorentino en italien) est un sport collectif florentin de la Renaissance. Disparu au cours du XVIIIe siècle, il fut relancé à Florence dans les années 1930. Une compétition opposant quatre quartiers de la ville se déroule désormais chaque année à la mi-juin sur la piazza Santa Croce. Inspiré de jeu de balle ancien et de lutte romaine, le calcio florentin voit s'affronter deux équipes de 27 joueurs qui cherchent à marquer le plus de buts à l'adversaire. La quasi-absence de règles fait qu'il est souvent considéré comme le jeu collectif le plus violent au monde.

## Origines
Les sports utilisant des ballons sphériques de taille variable sont très anciens, remontant aux civilisations antiques de la péninsule italienne avant l'Empire romain. En Grèce antique, ils auraient aussi joué à un jeu appelé sferomachia ; on sait que les légionnaires de l’Empire romain jouaient à l'harpastum (« déchirer avec force »). L’harpastum était joué sur des terrains sablonneux avec deux équipes en nombre égal de joueurs et il devait se tenir selon des règles très précises. En raison du caractère agressif et « viril » du jeu, fait de luttes serrées pour la possession du ballon, l’harpastum devint un jeu très aimé des légionnaires, qui le répandirent à tous les coins de l'Empire, dont à Florence, où il se développera davantage et où il est encore pratiqué de nos jours.

## Émergence ducalcio fiorentino

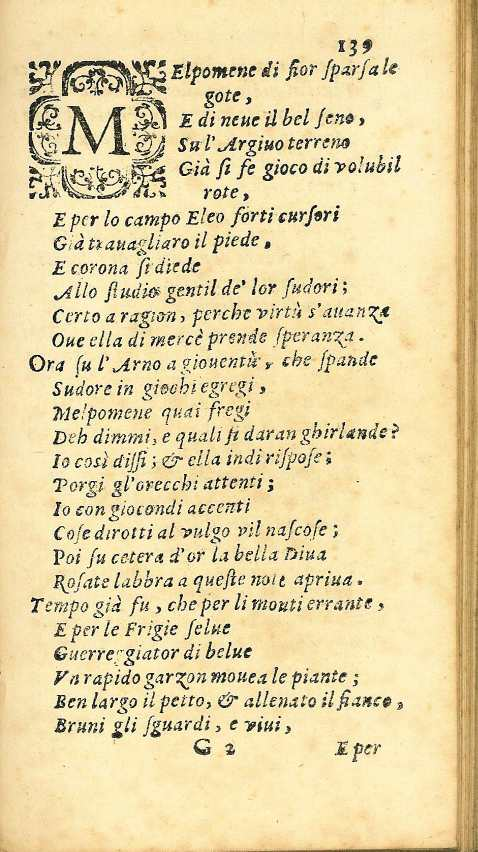
Poème de Gabriello Chiabrera sur le jeu.

Ce n'est qu'au début du Moyen Âge que le calcio fiorentino s'est vraiment répandu dans toute la jeunesse florentine, qui le pratiqua à tous les coins de rue de leur ville. Avec le temps, et surtout pour des raisons d'ordre public, le jeu devint plus organisé. En 1580, Giovanni Bardi en a rédigé le règlement. On commença à y jouer dans les places les plus importantes de la ville. Les joueurs (giocatori ou calcianti) étaient pour la plupart des nobles, dont des futurs papes, âgés de dix-huit à quarante-cinq ans des quartiers de Santo Spirito, Santa Croce, Santa Maria Novella et San Giovanni. Ils portaient des livrées fastueuses, qui sont à l'origine des noms utilisés en italien, calcio in livrea et calcio in costume. Ils s'affrontaient dans des matches de cinquante ou soixante minutes devant une foule bruyante et dans une ambiance musicale, le jeu étant une tradition surtout carnavalesque. Les matches se finissaient généralement par une bagarre générale.
La popularité du jeu se maintient pendant tout le XVIe siècle, mais le siècle suivant sera marqué par un déclin de l'attrait pour le calcio fiorentino. Le dernier match dont on a connaissance se joua en janvier 1739 sur la piazza Santa Croce. Il fallut attendre deux siècles avant que le jeu ne redevienne populaire à Florence.

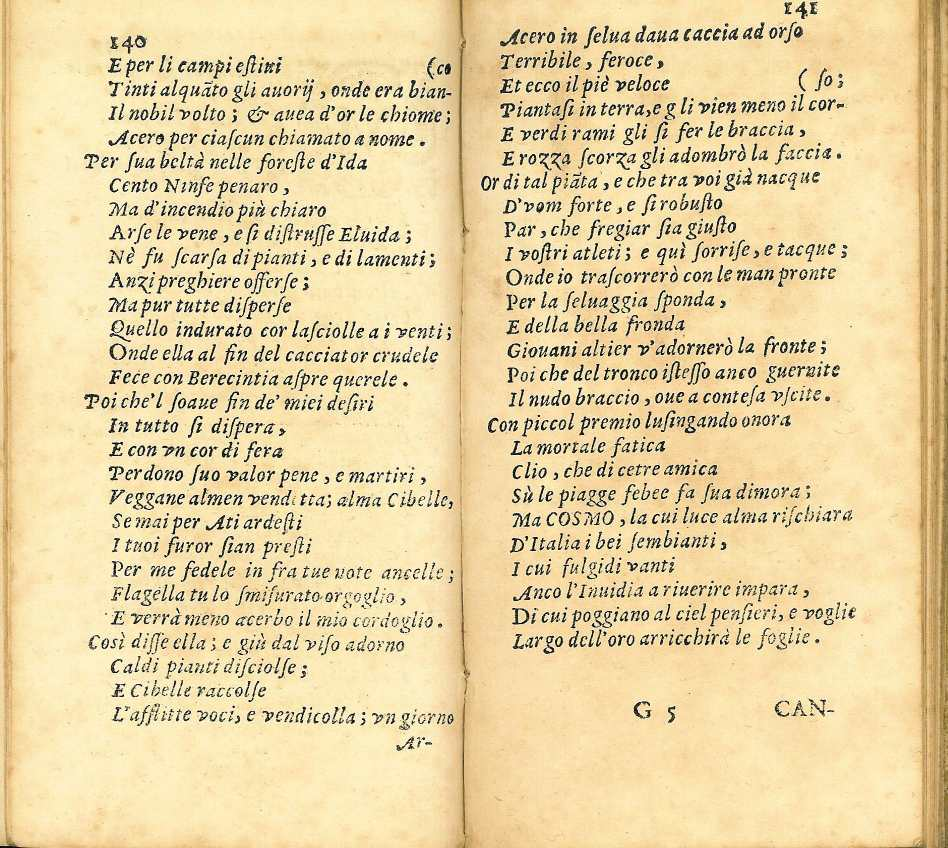
Poème de Gabriello Chiabrera.

## Matches célèbres
De nombreux matches sont restés célèbres, soit pour leur contexte historique, soit en raison des faits ayant eu lieu durant leur déroulement, soit à cause de personnalités illustres qui y ont participé.
Le match le plus célèbre est sans doute celui joué le 17 février 1530, lors du siège de Florence. Les Florentins, profitant du pillage de Rome effectué par les forces armées impériales en 1527, chassèrent les Médicis de leur ville et proclamèrent la création de la République florentine. Cela ne plut pas au pape Clément VII, qui demanda une intervention à l'empereur, qui assiégea donc la ville à partir de l'été 1529.
Les Florentins, quoique affaiblis par le manque de nourriture provoqué par le siège de leur ville, ne renoncèrent pas aux festivités de Carnaval ; ils organisèrent un match sur la piazza Santa Croce qui, du fait de sa position, était bien visible par les troupes ennemies, campées sur les collines aux alentours. Pour se moquer davantage d'eux, des musiciens jouèrent sur le toit de l'église Santa Croce, de façon à donner aux soldats une idée plus claire du déroulement du jeu. Un boulet fut tiré par les soldats, mais il rata son but, tombant loin de l'église sans faire de dégâts, sous les huées de la foule.
On ne sait pas qui gagna cette partie, probablement parce qu'elle est restée dans la mémoire collective des Florentins en tant qu'effort collectif contre l'ennemi et non un vrai match. Malgré le courage démontré par les Florentins, la ville fut contrainte de céder face au siège et de se rendre au pouvoir des Médicis.
D'autres matches célèbres :
- 1491 : sur l'Arno gelé ;
- 1570 : à Rome aux thermes de Dioclétien en honneur de Cosme Ier de Toscane ;
- 1575 : à Lyon organisé par les marchands florentins en honneur du roi Henri III. Ce dernier n'apprécia guère le spectacle, déclarant : « C'est trop petit pour qu'on l'appelle la guerre, trop cruel pour qu'on l'appelle un jeu[1] » ;
- 1584 : en honneur d'Éléonore de Médicis et de Vincent Ier de Mantoue. Il y eut aussi une corrida. Il y eut un nombre impressionnant de spectateurs : 40 000 ;
- 1605 : sur l'Arno gelé, du 24 décembre au 20 février ;
- 1650 : entre les équipes rivales Piacevoli et Piattelli se déroula un match dit épique, ressemblant à une vraie bataille, sur le terrain et en dehors (le vainqueur furent les Piattelli) ;
- 1681 : Francesco Gerini est assassiné par Filippo Piero Strozzi pendant le match, près du terrain ;
- 1679 : pour fêter le mariage de Ferdinand de Médicis, grand prince de Toscane, avec Violante-Béatrice de Bavière, eut lieu un match opposant Européens contre Asiatiques ;
- 1766 : à Livourne à l'occasion de la venue du grand-duc de Toscane, Léopold II d'Autriche, et Marie-Louise. Le consul d'Angleterre assista au match, influençant peut-être les origines du football dans ce pays.[réf. nécessaire]

## Joueurs célèbres
Si la plupart des matchs se déroulaient de manière anonyme dans les rues florentines, de jeunes représentants mis en avant par les nobles furent méticuleusement préparés ; ainsi de nombreux joueurs illustres ou qui le devinrent peu après disputèrent des matchs :

Cosme Ier de Toscane, vu par Bronzino en 1545.

- Pierre II de Médicis, fils cadet de Laurent de Médicis ;
- Laurent II de Médicis, duc d'Urbino ;
- Alexandre de Médicis, dit Alexandre le Maure, duc de Toscane ;
- Cosme Ier de Toscane, duc de Toscane ;
- François Ier de Médicis, duc de Toscane ;
- Vincenzo Gonzaga, duc de Mantoue ;
- Cosme II de Médicis, duc de Toscane ;
- Laurent et François, fils du duc Ferdinand Ier de Médicis ;
- Henri, prince de Condé ;
- Jean-Charles et Matthieu, fils du duc Cosme Ier de Toscane ;
- Jules de Médicis, Pape Clément VII[1] ;
- Alexandre Ottaviano de Médicis, Pape Léon XI[1] ;
- Maffeo Barberini, Pape Urbain VIII.

## Le calcio florentin de nos jours
S'il est vrai qu'il n'y a pas eu de match de calcio florentin pendant deux siècles, le jeu resta dans la mémoire collective des habitants de la ville.
C'est depuis ces dernières années qu'on y rejoue, quoique loin des grandes places et sans le faste médiéval, forgeant ainsi l'esprit moderne du calcio ancien (lo spirito moderno del calcio antico).
Le premier match organisé du XXe siècle se déroula en mai 1930 pour les 400 ans du siège de Florence, sur l'initiative d'Alessandro Pavolini, personnalité fasciste de la ville. Pendant cette décennie des matches se jouèrent entre les équipes des quatre quartiers historiques de Florence (it) : les Bianchi (« les blancs ») de Santo Spirito, les Azzurri (« les bleus ») de Santa Croce, les Rossi (« les rouges ») de Santa Maria Novella, et les Verdi (« les verts ») de San Giovanni. Le sport est depuis de plus en plus populaire dans cette ville.
De nos jours, il existe un grand tournoi annuel, le Torneo dei Quattro Quartieri (Tournoi des quatre quartiers), composé de trois grands matches (deux éliminatoires et la finale) se déroulant à partir du 14 juin, la finale se disputant lors de la fête du saint patron de la ville. S'affrontent 54 joueurs en costume médiéval sur la piazza Santa Croce, au centre de la ville, recouverte de sable, devant quelque 6 000 spectateurs payants.

## Les règles du jeu

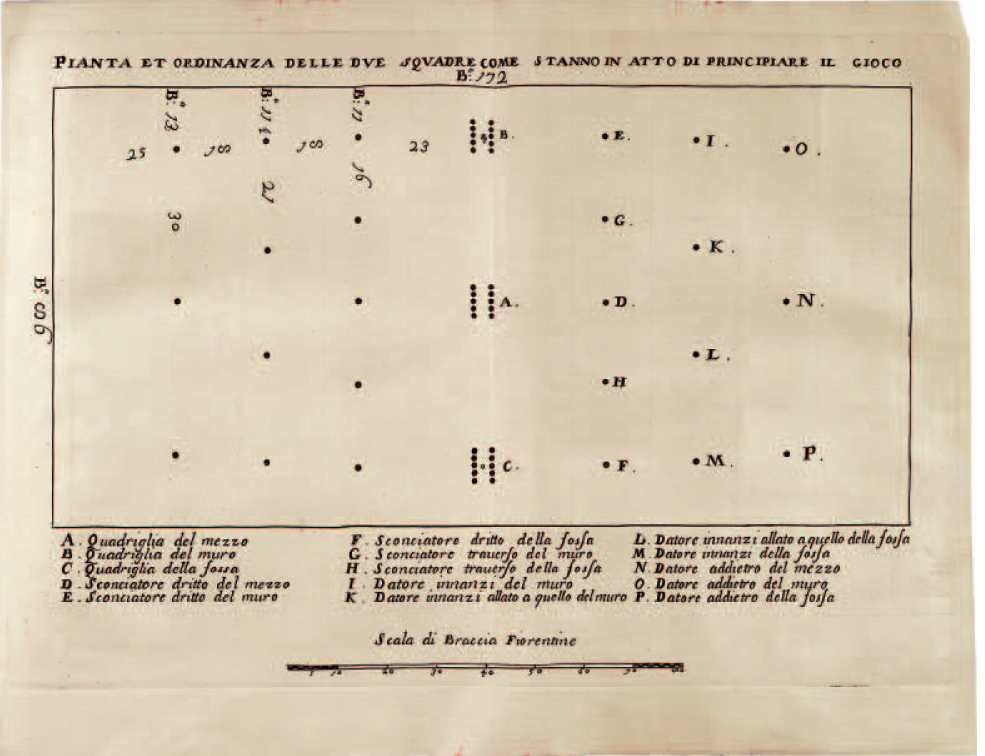
Schéma des positions de départ des équipes. 1688.

Les règles du jeu, comme pour tout jeu aussi ancien, ont beaucoup changé à travers les siècles. En 1580, Giovanni Bardi a rédigé le règlement qui compte 33 chapitres (Capitoli), et constitue encore aujourd'hui la base des règles du jeu moderne. Pour ce travail, il a été défini par l'historien Giulio Dati dans il Licurgo di sì fatta pugna.
Le but du jeu est de mettre le plus de buts (caccia).
Les matches durent cinquante minutes et se disputent sur un terrain rectangulaire sablonneux. Une ligne blanche divise le terrain en deux moitiés identiques, des cages sont placées aux deux extrémités, sur toute la largeur du terrain .
Ce sport est un mélange de football, de rugby et de lutte. Deux équipes de vingt-sept joueurs s’affrontent en tentant de mettre le ballon rond dans les filets adverses. Peu importe la manière dont laquelle la balle atterrit dans les cages, presque tous les coups sont permis. Les seules interdictions sont pratiquement les « 2 contre 1 » (un joueur ne peut être attaqué que par un seul joueur adverse) et les attaques par derrière (un joueur ne peut en attaquer un autre que frontalement) .
Les vingt-sept joueurs, ou calcianti, se répartissent dans les rôles suivants :
- trois datori indietro (gardiens de but) ;
- quatre datori innanzi (défenseurs) ;
- cinq sconciatori (milieux de terrain) ;
- quinze innanzi ou corridori (attaquants).

Au centre du terrain se trouvent le capitano (capitaine) et l'alfiere, qui interviennent en cas de bagarre.
Le match est surveillé par le giudice arbitro (arbitre), aidé de ses segnalinee (arbitres de touche) et du giudice commissario, hors terrain. Il y a aussi, en autorité suprême, le maestro di campo, qui surveille le déroulement du jeu et rétablit l'ordre en cas de problème majeur ou tricherie.

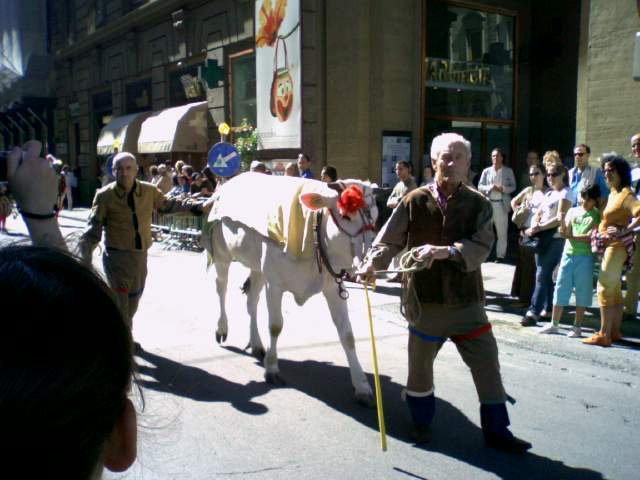
Procession dans les rues de Florence du veau de race Chianina donné au vainqueur.

Le match commence avec le lancement du ballon sur la ligne centrale de la part du pallaio. Dès ce moment, les joueurs des deux équipes essayeront de prendre possession de la balle et de l'envoyer dans le but de l'équipe adverse, marquant ainsi une caccia (but). Il est important de bien viser le tir, parce que si le ballon rebondit sur un poteau ou vole au-dessus ou d'un côté, un demi-point est donné à l'équipe adverse. À chaque but, les équipes changent de côté de terrain. Le vainqueur sera l'équipe qui aura marqué le plus de buts à la fin des 50 minutes du jeu.
Le prix des vainqueurs est un veau blanc de race chianina, donné au son des hymnes de victoire joués par des musiciens.

### Le terrain
N'importe quel espace ouvert peut être utilisé comme terrain de jeu pour les matches improvisés.
Pendant le Moyen Âge, la popularité du jeu était telle qu'on le jouait à tous les coins de rue. Pour garantir la sécurité des habitants de la ville, les nobles fixèrent des lignes de pierres qui interdirent le déroulement du jeu aux lieux où il se jouait le plus souvent.
Les lieux préférés pour le jouer devinrent vite les grandes places de la ville toscane : la piazza Santo Spirito, la piazza Santa Maria Novella, le Prato (le grand pré à côté de la porte homonyme), et la piazza Santa Croce, cette dernière devenant depuis 1530 le terrain le plus prestigieux. Aujourd'hui on y déroule le Torneo dei Quattro Quartieri.
En hiver il se joua aussi sur l'Arno gelé.

### Sources

#### En français
- Horst Bredekamp, La naissance du football - Une histoire du Calcio, Éditions Diderot, 1998.
- « Dans l’arène des joutes florentines », Géo, no 148, juin 1991.

#### En italien
- Antonio Scaino (1524-1612), Trattato del giuoco della palla diviso in tre parti, Ferrara, Gabriel Giolito de' Ferrari, et fratelli, 1555 [chap. LXXII, p. 282 ss. « Parte del giuoco del calcio »].
- Giovanni Battista Dell'Ottonaio (1482-1527), Canzoni, o vero mascherate carnascialesche, Firenze, Lorenzo Torrentino, 1560 [contient un « Canto del calcio »].
- Giovanni de' Bardi conte di Vernio (1534-1612), Discorso sopra il giuoco del calcio fiorentino del Puro Accademico Alterato, Firenze, Giunti, 1580 (autres éditions : Giunti 1615 ; All'insegna della Stella 1673 ; Stamperia di S.A.S. alla Condotta, 1688 [Bini 1688] e Livorno per Marco Coltellini, 1766 [Aubert 1766]).
- Anonyme, Canzone per li sig. calcianti bianchi. Firenze, Cristofano Marescotti, 1610 (une page).
- Pietro di Lorenzo Bini (à charge de), Memorie del calcio fiorentino tratte da diverse scritture e dedicate all'altezze serenissime di Ferdinando Principe di Toscana e Violante Beatrice di Baviera, Firenze, Stamperia di S.A.S.alla Condotta, 1688.
- Anonyme, Instruzione del modo del giuocare il calcio ai giovani nobili fiorentini, Firenze, Stamperia Granducale, 1739.
- Giuseppe Aubert (à charge de), Discorso sul calcio fiorentino d'onde si ha l'origine del calcio in generale. S'aggiungono in quest'impressione i capitoli e pianta del calcio di Livorno del presente anno 1766. Dato dall'inclita nazione inglese per la venuta di S.A.R. Serenissima Pietro Leopoldo principe reale d'Ungheria e di Boemia, arciduca d'Austria e Granduca di Toscana e S.A.R Serenissima Maria Luisa, infanta di Spagna, arciduchessa d'Austria e granduchessa di Toscana, Livorno, per Marco Coltellini, 1766.
- Sandro Pescioni, Il calcio fiorentino: Appunti, Pisa, Tip. Ed. Folchetto, 1920.
- Alfredo Lensi, Il gioco del calcio fiorentino (Introduzione di L. Ferretti; bibliografia di G.Fumagalli), Firenze, Rinascimento Del Libro Edit., 1931.
- Giulio Gandi, Il Calcio Fiorentino, Firenze, NEMI, 1936.
- Luciano Artusi-Silvano Gabbrielli, Calcio storico fiorentino ieri e oggi, Firenze, Calcio storico fiorentino, Commune, 1986 [ma 1988]  (ISBN 88-85559-70-0).
- Goro Stendardi, Antiche famiglie patrizie di Firenze in Malta e in Santo Stefano: con un'appendice sul gruppo dei nobili del calcio storico fiorentino, Firenze, Zannoni, 1995.
- Horst Bredekamp, Calcio Fiorentino - Il Rinascimento visto attraverso i suoi giochi, Genova, éd. Nuovo Melangolo, 1995  (ISBN 88-7018-273-8).

##### Textes littéraires
- Vincenzo da Filacaia sénateur florentin, Opere, tome I – contenente le poesie italiane colla vita dell'Autore, Venezia, Editore e Stampatore Rosa, 1820.
- Gabriello Chiabrera, Poesie liriche diverse, Firenze, nella stamperia di Francesco Livi, all'insegna della Nave, 1674.